# Maurice Gignoux
Maurice Gignoux (Lione, 19 ottobre 1881 – Grenoble, 20 agosto 1955) è stato un geologo francese.
Professore di geologia all'Università di Strasburgo dal 1918, nel 1926 passò all'Università di Grenoble. Importanti furono i suoi studi sulle formazioni marine del pliocene e del quaternario in Sicilia, in base ai quali formulò una nuova suddivisione cronologica stratigrafica.
La sua opera principale è Geologia stratigrafica.